# Paul Brizzel
Paul Brizzel (né le 3 octobre 1976 à Ballymena en Irlande du Nord) est un athlète irlandais, spécialiste du sprint.
Son record sur 100 m est de 10 s 35, réalisé à Haapsalu en 2000 et égalé à Dublin en 2003, tandis que sur 200 m, il détient un 20 s 54 (avec 2 m/s de vent favorable en altitude) à Pietersburg le 18 mars 2000. Actif de 1998 à 2006, surtout sur 200 m, il détient également le record irlandais du relais 4 × 100 m. En 2006, il a remporté la Coupe d'Europe, deuxième ligue groupe A, à Banská Bystrica. Il a participé aux Jeux olympiques de Sydney sur 100 m et sur 200 m et à ceux d'Athènes sur 200 m uniquement. Il a atteint les quarts de finale aux Championnats du monde de Paris Saint-Denis en 2003 et a participé à ceux de Séville en 1999. Il arrête les compétitions après 2006.